# エミリオ・ルンギ
エミリオ・ルンギ（Emilio Lunghi、1886年3月16日 - 1925年9月25日）は、イタリアの陸上競技選手。1908年ロンドンオリンピックの銀メダリストである。

## 経歴
ルンギは、ロンドンオリンピックの800mに出場。予選を1分57秒2のタイムを出しトップのタイムで決勝に進出。決勝は1分54秒2と、これまでのオリンピック記録を破る走りを見せたものの、アメリカのメルビン・シェパードが1分52秒8の世界新記録で金メダルを獲得。ルンギは銀メダルを獲得。イタリアの陸上選手として初めてオリンピックのメダル獲得となった。
ルンギは、800mに出場する前に1500mにも出場。予選は8組で行われ、ルンギは4分3秒8とオリンピック新記録のタイムで予選全体で2番目に早いタイムを出したにもかかわらず、1名しか決勝進出ができなかったため、予選敗退に終わった。